# ディーノ・206/246

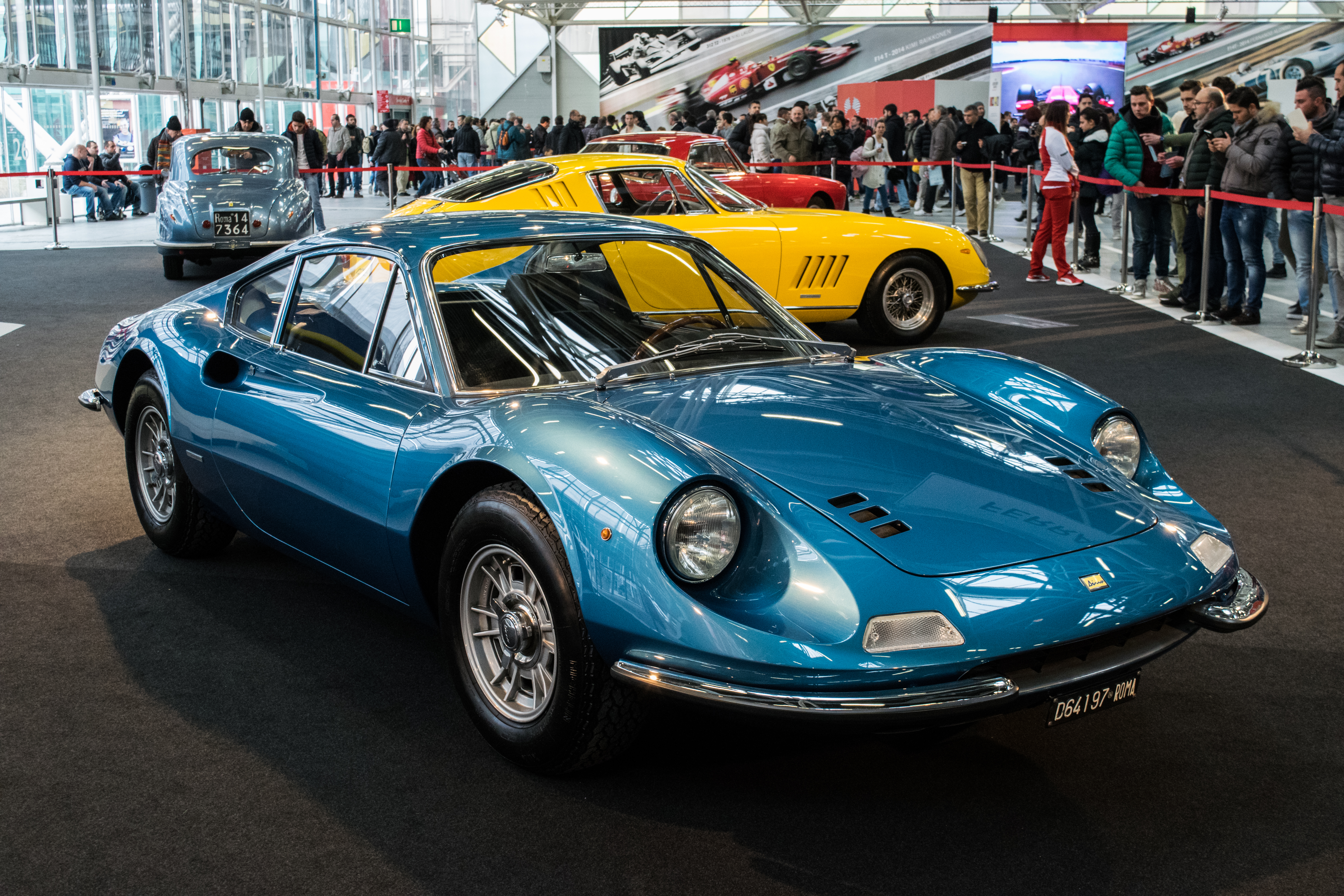
206 GT

ディーノ・206/246（Dino 206/246 ）は、イタリアの自動車メーカー、フェラーリが製造した初のミッドシップ2シータースポーツカー。
フェラーリではなくディーノのバッジが装着されるが、フェラーリ社がリアにオプションとしてFerrariの文字エンブレムや跳ね馬のエンブレムを新車時に取り付けていた事実も立証されているため、「フェラーリ・ディーノ」とも呼ばれる。
フェラーリ史上初のV型6気筒エンジンを搭載した市販車で、現代におけるV型8気筒エンジンを搭載するフェラーリの始祖的存在である。

## 概要
フェラーリの創業者エンツォ・フェラーリの長男で1956年に夭折したアルフレード・フェラーリ（愛称：ディーノ）が病床でアイデアを出したとされる65度V型6気筒DOHCエンジンを持ち、V型12気筒エンジン搭載の既存車種とも区別するため、新しく長男の愛称である「ディーノ」ブランドが与えられた。
当時のF2用エンジンホモロゲートの条件となる台数確保のために、フェラーリが設計しフィアットが製作協力をしてエンジンを作成した。フィアットはディーノ・スパイダーとディーノ・クーペという名のFR駆動2車種を、フェラーリは1967年から1969年に206GTを製造し、両社合わせてエンジンのホモロゲートの台数をクリアし、F2レースに出場が可能となった。
なお、エンジンの鋳造はFIATが行い、エンジンの組み立てから車体へのアッセンブリーは3車種共にフェラーリで行われた。このエンジンを使用した二座レーシングカー（ディーノ206Sなど）は小排気量ながら各レースにおいて善戦している。
なお、ディーノ206/246はプロトタイプを除いて全てのシャーシナンバーは偶数のみを使用している。デザイナーは、アルド・ブロヴァローネ。

## 206GT
1965年の第52回パリサロンで発表されたプロトタイプ"dino berlinetta speciale"（製造番号0840）はエンジンを縦置きに搭載している。
ノーズのデザインはフィアット・ディーノ・スパイダーのデザインの元となっており、ヘッドライトは透明アクリルのカバーが覆っていた。1966年のトリノ自動車ショーで発表されたプロトタイプは少しノーズが長いだけで、後の生産車と近いイメージになっている。この時点でもエンジンは縦置きであり、フロントマーカーはバンパーの下にあり、ワイパーは一本で、給油口は右側、星型ホイールにテールライトは三連の製造番号00106、そして67年のフランクフルトショーでDino Berlinetta Competizione  製造番号10523を発表するも、レーシングカーのdino 206Sのフレームを流用のため、エンジンは縦置きである、67年トリノショーに出品された製造番号10495で最大の変化はエンジンが縦置きから横置きに変わったことである、そのため、エンジンミッションがADO15ミニほどではないが2階建てとなり、エンジンの重心位置は高くなったものの実用的なトランクを得た。また、ボディは量産型とほぼ同じであるが、まだ三角窓は無い。1966年1台のプロトタイプ製造番号00106 1967年10月に3台のプロトタイプ製造番号10523、00102、00104、そして1968年6月、製造番号00108より、継続的に生産開始となり、生産終了は1969年2月、製造番号00404であるが、4月に何故か246GTに混じって一台のみ製造番号00410が生産されており、ボディはロングホイールベースの246GT用を用いている。
生産期間は短く、1968年から1969年までの生産台数は152台に過ぎなかった。全て左ハンドル仕様である。

### エンジン
フランコ・ロッキが設計した内径φ85mm×行程57mmの1,987ccのアルミニウム鍛造製スリーブ入りV型6気筒エンジン(カムカバーはマグネシウム)、ティーポ135Bは185PS/8,000rpm、17.85kgmを発生し、内装なしの軽量ボディとストレートマフラーを備えたプロトタイプは235km/hを出したが、市販車は160馬力ほどで、コンディションの良い車両でも200km/h到達は困難なようであった。
レッドゾーンは8,000rpmからだが、実際はレース用エンジンをデチューンしてあるため、9,000rpmまで回る。

### 外装
ボディはアルミニウム製。
エンジン熱排出穴は6ヶ所×2。ガソリン注入口は露出して独立した鍵付きキャップである。ホイールはセンターロック式。ルーフの流れがリアエンドに達しており、後の246と比較すると全体的に丸みが強い。バックランプはリアバンパーに2つ装着されている。
カラーは工場出荷時に地味なメタリック系の色が多く、赤や黄は少なかった。

### 内装
ダッシュボードはオーディオを含め、全てコンソールの蓋でカバーされる。
ステアリングはモモ、又はナルディのウッドで、基本的に形状はどちらも同一で60年代のフェラーリに標準で採用されていたものである、しかし今日のボスサイズではなく、モトリタ社のサイズである。内装色はボディ色に合わせ、多くの色やツートン等が選ぶことができ、シートセンターはオプションとしてパイル地も選べた。また、シートは少しの角度であるがリクライニングすることができ、助手席下のサイドシルにアシストグリップが取り付けられていた。これらは246になり、コストの関係で省略された。

### 日本への輸入
正規輸入はなかった。2リットルで全幅1.7メートルのため、登録は5ナンバーである。

## 246GT/GTS
エンジンの数がF2のホモロゲートの必要数を満たして2,000ccにこだわる必要がなくなり、2.4リットルに拡大したポルシェ・911に対抗するため、フィアットの意見を聞き、より実用スポーツモデルとすると共に、開発や製造費用等を減らすために、1969年2月より、1974年迄246GTを製造した。
元々高回転型で、ピーキーな特性で高価なマグネシウムとアルミ製のエンジンを用い、ホイールベースもレーシングカーと同一で、職人によるオールハンドメイドでコストもかかる上、乗り手に高い技量を求める206GTから、最高出力の低回転化と排気量拡大により、トルクを増幅し、アルミ製ヘッド以外鋳鉄製のブロックエンジンでコストダウンし、ボディも鉄製とし、ホイールベースの延長により、運転技術の未熟な者でも容易に乗れ、安価に製造可能な車に変更された。また、燃料タンクが拡大された。コストダウンにより、重量は増えたが、2割の排気量アップにより、カタログ値の235km/hに近い最高速度まで達することができる等、当時のスポーツカーの中でも高い性能をもっていた。
小林彰太郎は「ディーノ246ほど、ワインディングロードを速く、安全に飛ばせる車はない。操縦性、ロードホールディングは文句なく絶品で、しかも視界がサルーン並みに良いからだ。ドライビングの楽しさでは、ディーノは（同月号でテストされた1973年型）カレラRSに勝るかもしれぬ」と絶賛している。
1971年下記ティーポEの途中からタルガトップの「246GTS」が追加された（アメリカ仕様車は排気ガス対策により、175馬力）。2,487台のGTと1,274台のGTS、合計3,761台が作られた。
生産中の改良、もしくは変更により、大きく以下の3タイプに分けられる。

### ティーポL
製造番号00406から00410を除き(2リットルエンジン搭載)01116の357台が該当。1969年2月から1970年を通して作られた。206GTとは形の異なるノックオフ式センタースピンナーを備えるセンターロックホイールを履き、フロントのコーナーバンパーはグリル開口部に食い込んでおり、リアのナンバープレート灯がバンパーコーナー端部に位置し、トランクリッドのレリーズボタンが外部にあり、ヘッドレストがリアバルクヘッドにマウントされているところは、206GTと同一である、ハンドルは革巻きであるが、モトリタサイズの大きな取り付け部のデイトナ初期型と同一のものが標準である。ボディは鉄製だが、206GTの部品が残っている間はフロントリッド等の開口部はアルミニウム製だった。

### ティーポM
製造番号01118から02130の506台が該当。1971年始めの短期間にだけ作られた。ホイールは5穴スタッド仕様。トランクリッドのレリーズキャッチが車内に移り、ドアのキーホールがドアのえぐり部分から、その下に移動し（Ferrari.comではティーポEからとなっているが、ティーポMから見られる）、ヘッドレストがシートマウントになった他、エンジンとトランスミッションの細部が変わっている。一方シャシは改良されてリアのトレッドが30mm拡幅された。リアバンパーに2つ装着されていたバックランプが中央1つに変更された。

### ティーポE
製造番号02132から08518の2,898台が該当。1971年初旬から生産が終わる1974年6月まで作られた。ティーポMの変更点を全て網羅した上で、ボディパネルは大型プレス製となり、エンジンとトランスミッションにギアレシオなど、さらなる改良が加えられた。また、生産の途中からワイパーの支点が左ハンドル車では中央から右側に移動している。右ハンドル車では中央のまま変わりない。フロントコーナーバンパーがグリル開口部に食い込まない短いものになった。そのほか、フロントコーナーバンパー下の冷却ダクトが、単に角形に切り開いたタイプから成形した丸形インレットに変わり、リアのナンバープレート灯が、トランクリッド後端部にマウントされたクロームメッキ仕上げの角形ユニットに変わっている。またクーラー付きの設定もできるようになった。オプションでフレアフェンダーと太いアルミニウムホイールとデイトナ同仕様のシートを用いた、通称デイトナバージョンが存在する。また、USA仕様は法的規制の変更でフロントマーカー、サイドマーカーの形状が角形になり、赤いリアサイドマーカーが取り付けられている。

### エンジン
製造コストを減らしたため、エンジンが鋳鉄ブロックアルミニウムヘッド、内径φ92.5mm×行程60mmの2,418cc、圧縮比9.0のティーポ135CSに変更され、195hpまたは195PS/7,600rpm、23.0kgmにパワーアップしつつも、カムシャフトの変更により、特性は206GTと比べるとマイルドなエンジンに変化した。
レッドゾーンは7,500rpmからに下げられた。
後にカムをラリー用に変更しランチア・ストラトスに流用され、最終的にストラトス用は4バルブヘッドエンジンも作られた。

### シャシ
レーシングジオメトリーから、扱い易い一般スポーツカーへ変更された。内容はホイールベースを60mm延長し、直進安定性を上げると共に、コーナーの限界性能は下がるが、スピンに至るまでの過程がやや穏やかに現れる様になった。

### 外装
段階的に生産効率が良く、製造費用も下げられる鋼鉄製ボディに変更され、車両重量は増加した。
エンジン熱排出穴が7ヶ所×2に増えた。バンパーが厚くなり、フュエルリッドが付いてキャップは露出されなくなった。
カラーはフェラーリとしての認識が確立したため、赤やコーポレートカラーの黄も多くなり、メタリック系の色は少なくなった。しかしながら、工場出荷時の色はソリッドカラー16色、メタリックカラー14色と多彩なカラーが用意されていた。

### 内装
ペダルのオフセットがやや小さくなる等、改良され、ステアリングのユニバーサルジョイントの角度も改善され、よりスムーズなステアリング操作を実現した。屋根が高くなり、ホイールベースの延長に伴い、キャビンが広くなった。
ヒーターには段階的に改良が加えられ、206のほとんど役に立たないものから、最終型では冬場でも暖を取ることができる能力を得た。

### 日本への輸入
当時のフェラーリ総代理店である西武自動車販売を通じ正規輸入されたが、1973年当時の価格は900万円と高価だった。ただし、当時から新車同様の中古車が600万円から700万円で並行輸入されており、その後のスーパーカーブームの時期やバブル景気の時期にも盛んに輸入され、バブル後の日本での人気により、多数が毎年中古並行によって輸入されているため、日本国内に存在する個体の総数は毎年増えている。登録は排気量が2,000ccを超えたため、3ナンバーとなる。

## ギャラリー

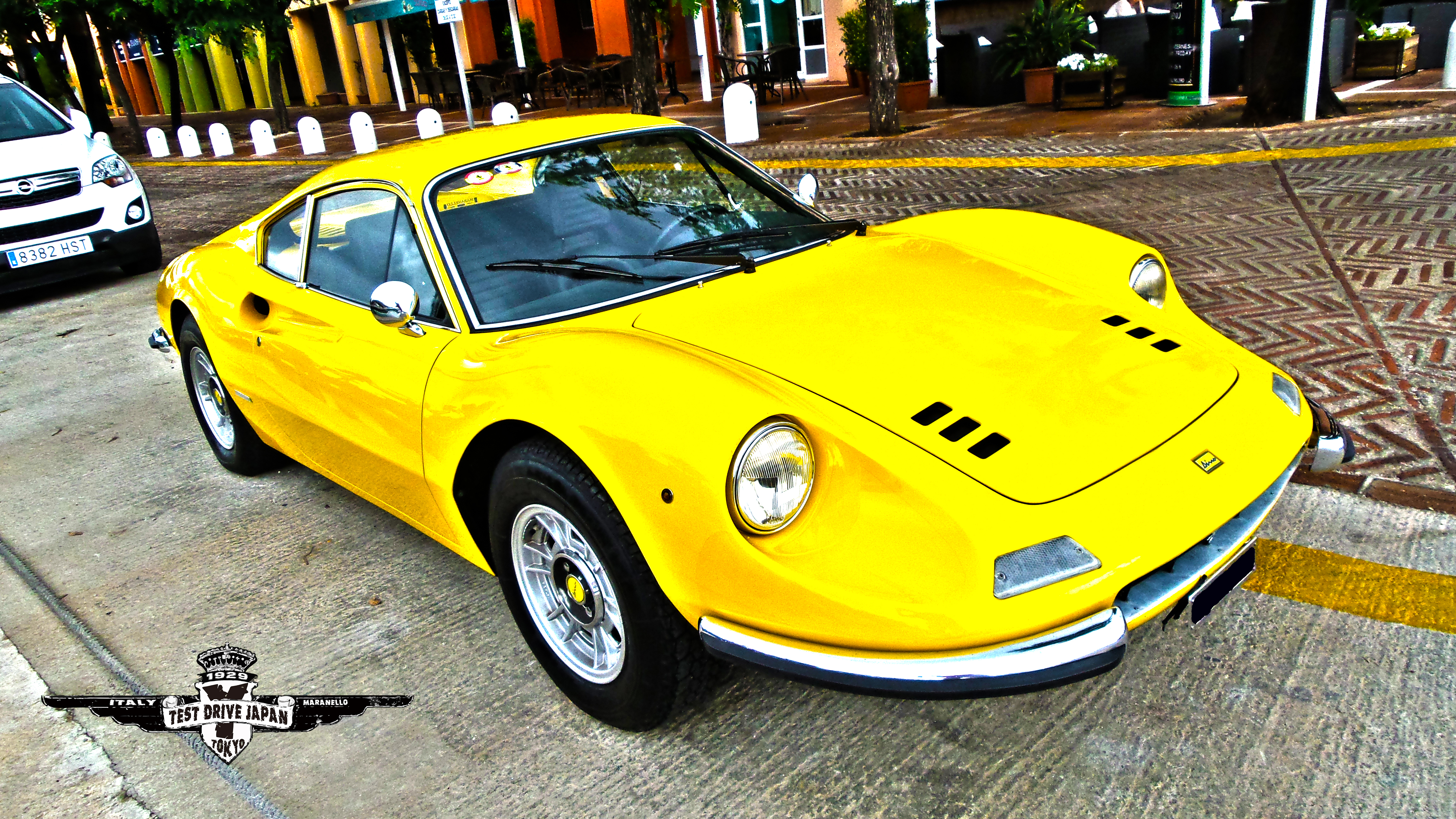
246 GT
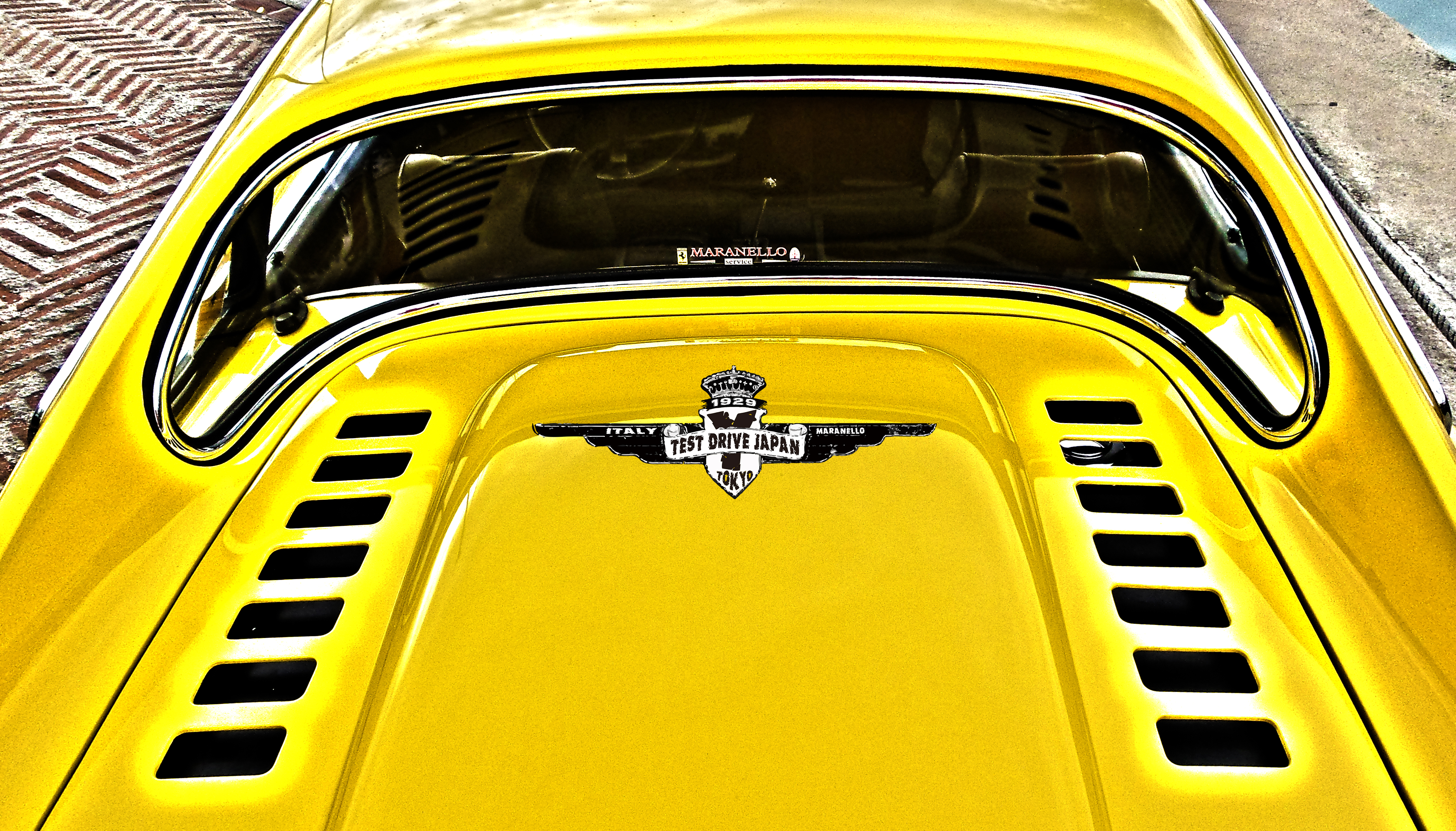
246 GT
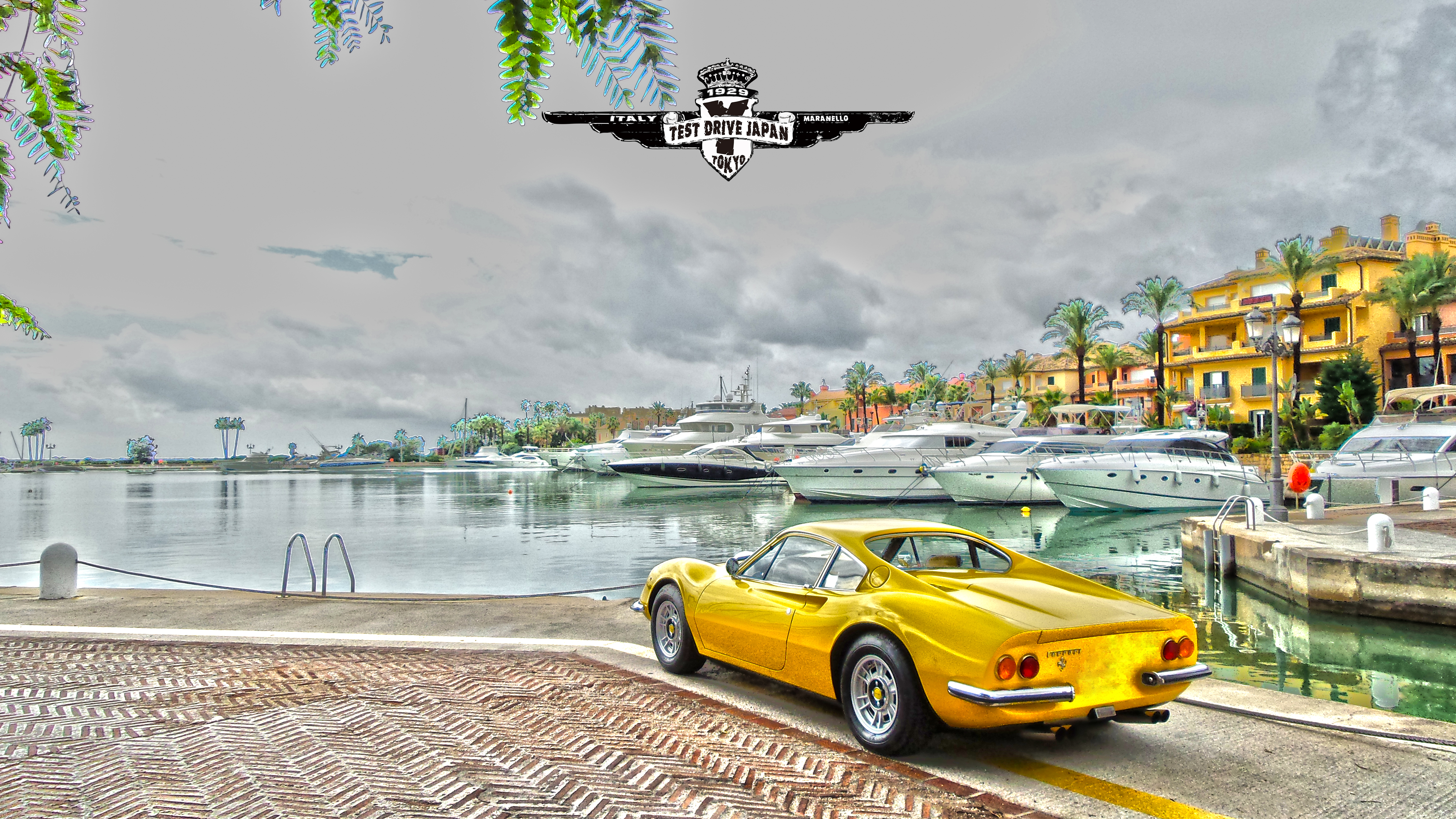
246 GT